# Calomyscus tsolovi
Calomyscus tsolovi là một loài động vật có vú trong họ Calomyscidae, bộ Gặm nhấm. Loài này được Peshev mô tả năm 1991.